# Katarzyna Boni
Katarzyna Rut Boni (ur. 22 marca 1982) – polska pisarka i reporterka.

## Życiorys
Jest absolwentką kulturoznawstwa w Instytucie Kultury Polskiej Uniwersytetu Warszawskiego (2007) i psychologii społecznej w Szkole Wyższej Psychologii Społecznej.
Jest autorką reportaży książkowych Kontener (2014, z Wojciechem Tochmanem), Ganbare! Warsztaty umierania (2016) i Auroville. Miasto z marzeń (2020).
Za Ganbare! Warsztaty umierania otrzymała w 2017 Nagrodę Literacką dla Autorki „Gryfia”, była też nominowana do Nagrody Conrada i Nagrody im. Ryszarda Kapuścińskiego. Za Auroville. Miasto z marzeń była nominowana do Nagrody im. Beaty Pawlak.
W 2020 została nominowana do nagrody Grand Press w kategorii „publicystyka” za artykuł Już za momencik, który ukazał się w Książkach. Magazynie do czytania.
Jest córką polityka, ministra administracji i cyfryzacji w latach 2011–2013 Michała Boniego.
Katarzyna Boni należy do Stowarzyszenia Unia Literacka. 